# Georg Blume (Politiker, 1895)
Georg Blume (* 17. Juni 1895 in Kattowitz, Oberschlesien; † Juni 1974 in Berlin) war ein deutscher Politiker (CDU).
Georg Blume besuchte eine Oberrealschule und legte das Abitur ab. Im Ersten Weltkrieg war er bis 1918 Soldat. Er studierte anschließend Rechts- und Staatswissenschaften an der Hochschule für kommunale Verwaltung in Düsseldorf und an der Universität Breslau. Nach der Promotion zum Dr. phil. wurde Blume 1921 Angestellter der Stadt Kattowitz. 1931 wechselte er zum Berliner Bezirksamt Wedding.
Nach dem Zweiten Weltkrieg arbeitete Blume ab 1945 zunächst weiterhin im Bezirksamt Wedding, wechselte aber später zum Hauptsozialamt im Magistrat von Groß-Berlin. Bei der Berliner Wahl 1950 wurde er in das Abgeordnetenhaus von Berlin gewählt. 1953 wurde er Regierungsdirektor bei der Senatsverwaltung für Arbeit und Sozialwesen. Nach der folgenden Wahl 1954 wurde Blume 1955 von der Bezirksverordnetenversammlung im Bezirk Wilmersdorf zum Bezirksstadtrat für Personal und Verwaltung gewählt. 1959 schied er aus Altersgründen aus dem Amt aus.